# 予備費
予備費（よびひ）は、会計用語のひとつ。予定外の支出および予算を超過した支出へ対応するために準備しておく費用のこと。

## 行政機関の予算における予備費
国および地方公共団体の経費の支出は、議会において決定された予算に基づいて行われるが、予算はあくまでも一会計年度における歳入歳出の見積もりでしかないため、会計年度の途中において予定外の支出や予算額を超過した支出が必要となることは避けられないところである。
そのような場合、本来、国および地方公共団体は補正予算案を編成し、議会の議決を経て補正予算として支出することとなるが、軽微な補正についてまで議会を招集し補正予算案を審議することは議会運営上、行政運営上非効率であることから、当初予算または補正予算において使途を限定しない予備費を計上し、軽微な補正についてはこれをもって対処することとしている。

### 国の予算
内閣は、予見し難い予算の不足に充てるため、予備費として相当と認める金額を歳入歳出予算に計上することができる（財政法第24条）。さらにすべての予備費の支出について、事後に国会の承諾を得なければならないが（日本国憲法第87条）、国会の承諾が得られない場合でも取引の安全を保つため支出は有効である。ただし内閣の政治責任が問われる。過去には1989年12月1日と2008年5月28日に参議院が予備費を承諾しなかったことがある。
予備費は財務大臣が管理することとされており、各省庁の長は予備費の使用の必要がある場合は財務大臣に対して予備費の使用に係る調書を作成・提出し、財務大臣はこれを取りまとめ、予備費使用書として閣議へ提出、閣議の決定により予備費の執行ができることとなる（財政法第35条）。

### 地方公共団体の予算
地方公共団体の一般会計においては、予算外の支出または予算超過の支出に充てるため、歳入歳出予算に予備費を計上しなければならないこととされている（地方自治法第217条1項）。特別会計においては予備費を設けないことができる。
ただし、予備費は地方公共団体の議会が当該年度予算において否決した費途に充てることはできない（217条2項）。